# Томашица (Приједор)
Томашица је насељено мјесто у граду Приједор, Република Српска, БиХ. Према попису становништва из 2013. у насељу је живјело 536 становника.

## Становништво
| Националност       | 2013. | 1991.        | 1981.        | 1971.        |
| Срби               |       | 688 (75,77%) | 759 (68,31%) | 970 (73,87%) |
| Хрвати             |       | 160 (17,62%) | 237 (21,33%) | 324 (24,67%) |
| Муслимани          |       | 0            | 2 (0,18%)    | 0            |
| Југословени        |       | 36 (3,96%)   | 76 (6,84%)   | 0            |
| остали и непознато |       | 24 (2,64%)   | 37 (3,33%)   | 19 (1,44%)   |
| Укупно             | 536   | 908          | 1.111        | 1.313        |

1. ↑  Муслимани се данас изјашњавају као Бошњаци.

## Извор
- Књига: „Национални састав становништва — Резултати за Републику по општинама и насељеним мјестима 1991.", статистички билтен бр. 234, Издање Државног завода за статистику Републике Босне и Херцеговине, Сарајево.
- интернет — извор, „Попис по мјесним заједницама“ — https://web.archive.org/web/20160226134632/http://www.fzs.ba/Podaci/nacion%20po%20mjesnim.pdf